# Microsoggiorno
Il microsoggiorno è un tipo di prenotazione in hotel che prevede un soggiorno inferiore alle 24h, nel quale il cliente sceglie l'orario di entrata in hotel e il numero delle ore da trascorrere nella struttura. 
È stato introdotto in Europa nel 2012  come soluzione per offrire flessibilità ai clienti viaggiatori e, dall'altra parte, per permettere al gestore dell'hotel di vendere le stanze più volte al giorno. 